# Systropus xingshanus
Systropus xingshanus är en tvåvingeart som beskrevs av Yang 1997. Systropus xingshanus ingår i släktet Systropus och familjen svävflugor. Inga underarter finns listade i Catalogue of Life.